# Ochnaceae
Famille
Classification APG III (2009)
Les Ochnaceae (les Ochnacées) sont une famille de plantes à fleurs dicotylédones qui comprend 300 à 500 espèces réparties en 28 genres.
Ce sont des arbres, des arbustes et quelques plantes herbacées, à feuilles persistantes, des régions subtropicales à tropicales, particulièrement en Amérique du Sud.

## Étymologie
Le nom vient du genre type Ochna, nom latinisé du grec ancien οχνα - οχνη / okhna - okhnè, poire.

## Classification
La classification phylogénétique la situe dans l'ordre des Malpighiales et y distingue 3 sous-groupes ou sous-familles :
- le groupe des genres Luxemburgia, Philacra
- les ochnoidées
- les sauvagésioidées

La classification phylogénétique APG III (2009) inclut dans cette famille les genres précédemment placés dans les familles Medusagynaceae (Medusagyne) et Quiinaceae (Froesia, Lacunaria, Quiina, Touroulia).

## Liste des genres
Selon Angiosperm Phylogeny Website (24 mai 2010) (conforme à APGIII)
- Adenarake (es)
- Blastemanthus (es)
- Brackenridgea
- Cespedesia (es)
- Elvasia (es)
- Euthemis (es)
- Fleurydora
- Froesia (es) (ancien Quiinaceae)
- Godoya (es)
- Gomphia (es)
- Indosinia (es)
- Krukoviella (es)
- Lacunaria (ancien Quiinaceae)
- Lophira
- Luxemburgia (es)
- Medusagyne (ancien Medusagynaceae)
- Ochna
- Ouratea
- Perissocarpa (es)
- Philacra (es)
- Poecilandra (es)
- Quiina (ancien Quiinaceae)
- Rhytidanthera (es)
- Sauvagesia
- Schuurmansia (es)
- Schuurmansiella (es)
- Sinia (es)
- Testulea (es)
- Touroulia (ancien Quiinaceae)
- Tyleria (es)
- Wallacea

Selon NCBI (24 mai 2010) :
- Cespedesia
- Diporidium (es)
- Discladium (vi)
- Elvasia
- Froesia (ancien Quiinaceae)
- Gomphia
- Lacunaria (ancien Quiinaceae)
- Lophira
- Luxemburgia
- Medusagyne (ancien Medusagynaceae)
- Ochna
- Ouratea
- Philacra
- Quiina (ancien Quiinaceae)
- Sauvagesia
- Touroulia (ancien Quiinaceae)

Selon DELTA Angio (24 mai 2010) :
- Adenanthe
- Adenarake (es)
- Blastemanthus
- Brackenridgea
- Campylospermum
- Cespedesia
- Elvasia
- Euthemis
- Fleurydora
- Godoya
- Gomphia
- Idertia
- Indosinia
- Indovethia
- Krukoviella
- Lophira
- Luxemburgia
- Ochna
- Ouratea
- Perissocarpa
- Philacra
- Poecilandra
- Rhabdophyllum
- Rhytidanthera
- Sauvagesia
- Schuurmansia
- Schuurmansiella
- Sinia
- Testulea
- Tyleria
- Wallacea

Selon ITIS (30 juil. 2010) :
- Ochna L.
- Ouratea Aubl.
- Sauvagesia L.